# Donkey Kong Country 3: Dixie Kong's Double Trouble!
Donkey Kong Country 3: Dixie Kong's Double Trouble! (スーパードンキーコング3 謎のクレミス島?, Sūpā Donkī Kongu 3: Nazo no Kuremisu Shima) è il terzo videogioco della saga Donkey Kong Country, pubblicato alla fine del 1996 per il Super Nintendo. È il proseguimento di Donkey Kong Country 2: Diddy's Kong Quest ed è stato sviluppato da Rareware e distribuito da Nintendo. Il gioco è stato pubblicato anche per Game Boy Advance nel mese di novembre 2005.

## Trama
Dopo l'amara sconfitta sul proprio "Krok-copter" e la fuga da parte dei tre Kong dalla sua isola, Kremling's Island, il Capitano K. Rool riesce a darsi alla fuga su una zattera, scomparendo nel tramonto. Qualche tempo dopo Donkey e Diddy vogliono esplorare le isole vicine, per cui decidono di partire un mattino di buon'ora, lasciando a Dixie un biglietto sul tavolo di Casa Kong.
Dixie legge il biglietto e aspetta il loro ritorno, ma non ritornano. Così inizia a preoccuparsi e va sulla spiaggia a trovare nonna Wrinkly Kong, che conferma che erano passati di là, ma senza specificare la destinazione. Dixie parte allora alla loro ricerca. Una volta giunta all'officina di Funky Kong, questi gli fornisce una barca a motore e le propone di portare con sé il cuginetto Kiddy Kong; Dixie accetta di buon grado e la coppia parte per l'avventura.
Sono presenti finali alternativi a seconda della percentuale di completamento del gioco.

## Modalità di gioco
I personaggi controllati dal giocatore sono Dixie Kong e Kiddy Kong.
Dixie fa sempre dei palloncini con la sua gomma da masticare. Usa i suoi capelli a coda di cavallo come l'elica di un elicottero per planare o per attaccare i nemici. Se Kiddy la lancia in aria, possono raggiungere luoghi molto alti.
Kiddy ha una grande stazza, anche se veste come un neonato. A causa del suo peso, riesce a uccidere i nemici più grandi e a rompere il pavimento con delle crepe se viene lanciato in aria da Dixie.
Il gioco è composto da sette mondi gradualmente accessibili e un mondo segreto. Al termine di ogni mondo vi è un boss che, nella maggior parte dei casi, dopo essere stato sconfitto, rilascia particolari oggetti che, una volta consegnati a Funky Kong nella sua officina, saranno impiegati per costruire nuovi mezzi di trasporto per poter accedere ad altre aree.

## Musica
La colonna sonora è stata composta da Eveline Fischer.